# Simptom
Simptom (iz starogrčkog σύμπτωμα prilika, nezgoda i gubitak, koja dolazi od συμπιπτω  'zadesiti') je izraz koji se u medicini ili psihologiji koristi za opis ili znakove bolesti ili ozljede.
Prema simptomima postavlja se dijagnoza bolesti. Simptome određenih bolesti proučava grana medicine koja se naziva simptomatologija.

## Vanjske poveznice
- Symptomat Online Medical Symptom Checker  Arhivirana inačica izvorne stranice od 2. siječnja 2014. (Wayback Machine)